# خوجه لر
خوجه لر یک روستا در ایران است که در دهستان زاوکوه واقع شده‌است. خوجه لر ۹۹۷ نفر جمعیت دارد.